# Karolína Fričová
Karolína Fričová (ur. 29 kwietnia 2000 w Bratysławie) – słowacka siatkarka, reprezentantka kraju, grająca na pozycji przyjmującej. 
Jej młodsza siostra Alexandra, również jest siatkarką.

## Sukcesy klubowe
Puchar Słowacji:
- 2017, 2019[3]

Mistrzostwo Słowacji:
- 2017, 2019[4]
- 2018

Mistrzostwo Czech:
- 2022[5]

Puchar Węgier:
- 2023[6], 2024[7]

## Sukcesy reprezentacyjne
| Turniej                     | Miejsce                            | Rok            |
| Mistrzostwa Europy Juniorek | 6. miejsce                         | 2016           |
| Liga Europejska             | 6. miejsce 7-9. miejsce 9. miejsce | 2021 2019 2022 |
| Mistrzostwa Europy          | 12. miejsce 17. miejsce            | 2019 2021      |

## Nagrody indywidualne
- 2016: Najlepsza przyjmująca Mistrzostw Europy Juniorek[8]